# Westerleigh
Westerleigh – wieś w Anglii, w hrabstwie ceremonialnym Gloucestershire, w dystrykcie (unitary authority) South Gloucestershire. Leży 13 km na północny wschód od miasta Bristol i 160 km na zachód od Londynu. Miejscowość liczy 4800 mieszkańców.